# Anne quitte son île
Anne quitte son île (titre original : Anne of the Island) est un roman écrit en 1915 par l'autrice canadienne Lucy Maud Montgomery.

## Cycle
- 1908 : Anne… la maison aux pignons verts (Anne of Green Gables)
- 1909 : Anne d'Avonlea (Anne of Avonlea)
- 1915 : Anne quitte son île (Anne of the Island)
- 1917 : Anne dans sa maison de rêve (Anne's House of Dreams)
- 1919 : La Vallée Arc-en-ciel (Rainbow Valley)
- 1921 : Rilla d'Ingleside (Rilla of Ingleside)
- 1936 : Anne au Domaine des Peupliers (Anne of Windy Poplars)
- 1939 : Anne d'Ingleside (Anne of Ingleside)

## Adaptations

### Téléfilm
- 1987 : Anne... la maison aux pignons verts : La Suite (Anne of Green Gables: The Sequel) (Le Bonheur au bout du chemin 2 en France)
- 2019 : Anne with an e (série Netflix)